# ファミリーソフト
株式会社ファミリーソフト（FamilySoft Co.,Ltd.）は、東京都練馬区を本社に置く、ゲームソフト開発会社。
1987年設立。以後、主にパソコンゲームを中心に開発している。型破りなアドベンチャーゲーム、ロボットアニメを原作としたウォー・シミュレーションゲーム、対戦型格闘ゲームやギャルゲーなど、さまざまなジャンルのゲームを開発していた。また、ホビージャパン発行の漫画誌『コミックマスター』の編集を手がけていた。その後は活動を一時停止していたが、『あすか120%シリーズ』のPS3&PSPでのゲームアーカイブス化を受けて公式サイトを更新した。
系列会社として、アダルトゲームメーカーのアップルパイがある。

## 作品
年代表記はオリジナル版発売年による。

### オリジナル作品
- 刑事 大打撃シリーズ
  - 刑事大打撃 〜社長令嬢誘拐事件〜（1987年）
  - 刑事大打撃 〜史上最大の犯罪〜（1990年）
  - 刑事大打撃 〜北の挑戦〜（2003年）
- GALナンパ大作戦（1988年）
- 韋駄天いかせ男シリーズ
  - 麦子に逢いたい（1988年）
  - 人生の意味（1989年）
  - 戦後編（1989年）
  - 愛をありがとう（1990年）
- リーベルマニューバー・ライナス（1989年）
- マジカル・ストーリィ・シリーズ
  - 魔女っ子クミ（1991年）
  - 魔法少女りな（1992年）
- 乱世英傑シリーズ
  - 織田信長（1992年）
  - 徳川家康（1992年）
- 龍の花園（1992年）
- MSX Trainシリーズ
  - 1号（1992年）
  - 2号（1993年）
- あすか120%シリーズ
  - あすか120% BURNING Fest.（1994年）
  - あすか120%エクセレント BURNING Fest.（1994年）
  - あすか120%マキシマ BURNING Fest.（1995年）
  - あすか120%スペシャル BURNING Fest.（1996年）
  - あすか120%リミテッド BURNING Fest.（1997年）
  - あすか120%ファイナル BURNING Fest.（1999年）
  - あすか120%リターン BURNING Fest.（1999年）
- MAD STALKER FULL METAL FORCEシリーズ
  - マッドストーカーX68（1994年）
  - マッドストーカー（1997年）
- メタモル・パニック D♥KI D♥KI 妖魔バスターズ!!（1995年）
- 惑星攻機隊りとるキャッツ（1997年）
- 初恋ばれんたいんシリーズ
  - 初恋ばれんたいん（1997年）
  - 初恋ばれんたいんスペシャル（1998年）
- こみゅにてぃぽむ（1997年）
  - 想い出を抱きしめて（1999年）
- あすは恋して〜 Prime Beat Planet 〜（2000年）

### メディアミックス作品
- 機動戦士ガンダム
  - MSフィールド（1987年）
  - クラシックオペレーション（1990年）
  - デザートオペレーション（1990年）
  - タクティカルオペレーション（1991年）
  - アドバンスドオペレーション（1992年）
  - リターン・オブ・ジオン（1993年）
  - A Year of War 一年戦争（1993年）
  - マルチプルオペレーション（1995年）
  - スターダストオペレーション（1995年）
- 装甲騎兵ボトムズ
  - ブラックユニコーン（1988年）
  - デッド・アッシュ（1991年）
  - THE REAL BATTLE（1996年）
- 聖戦士ダンバイン（1990年）
  - バイストン・ウエルの炎（1991年）
- SENGOKU(1992年)
- 超時空要塞マクロス
  - リメンバー・ミー（1993年）
  - スカル・リーダー（1994年）
  - ラブ・ストーリーズ（1994年）
  - スカルリーダーコンプリートパック（1995年）
  - スカルリーダーコンプリートパックHD専用（1995年）
- 科学忍者隊ガッチャマン(1994年)
- クラッシャージョウ 歓楽惑星の陰謀(1994年)
- エリア88
  - 一角獣の軌跡（1995年）
  - エトランジェ1995（1995年）